# Qalât

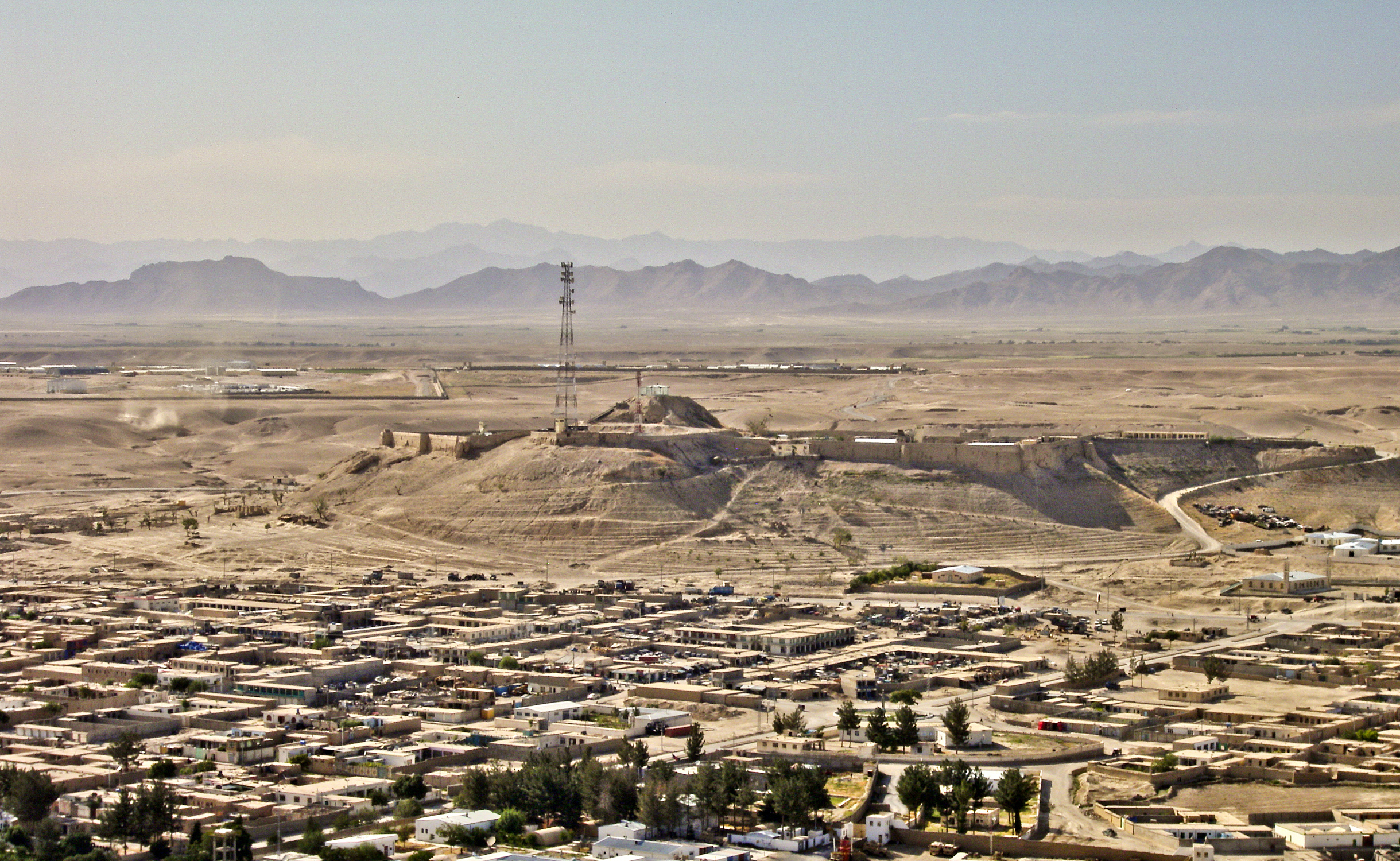

Qalât est une ville et la capitale de la province de Zabol, en Afghanistan.